# 카포레토 전투
12차 이손초 전투 또는 카포레토 전투 (1917년 10월 24일)는 독일군과 오스트리아군의 연합작전으로 이루어진 제1차 세계 대전 사상 가장 성공적인 전투 중의 하나로 손꼽히는 전투로 이탈리아 전선에서 벌어졌다. 기습작전으로 이루어진 이 전투에서의 이탈리아군의 후퇴는 당시 정부와 군대의 최고 통수권자였던 루이지 카도르나(Luigi Cadorna)의 사퇴를 초래했다

## 배경
카포레토 전투는 독일군이 이탈리아 전선에서 오스트리아-헝가리군을 본격적으로 원조한 최초의 전투였다. 카도르나의 이손초강 유역 전선을 통한 돌파 정책의 고수는 많은 이탈리아군의 희생을 불러오기도 했지만 이 작전이 성공하는 경우에는 오스트리아-헝가리 제국의 전선과 전쟁수행능력의 급격한 저하를 가져올 위험이 많이 내재되어 있었다. 이손초강(소차강) 유역의 고리지아(Gorizia)의 함락이 임박한 상황(11차 이손초 전투로 인해)에서 독일의 3번째 최고 사령관인 파울 폰 힌덴부르크와 에리히 루덴도르프 장군은 오스트리아군 최고 사령관인 아르츠 폰 슈트라우스베르크(Arz von Straussenberg)의 통합작전 제의를 받고 이를 수락한다.
카도르나는 독일군이 이손초 전선에 개입할 것을 늘 두려워하고 있었으며 당시 오스트리아 측의 탈영병들과 공중 정찰을 통해 독일군의 활동을 보고 받게 된다. 이를 보고 받은 카도르나는 방어를 강화할 생각보다는 공세를 위한 준비를 하라고 명령한다.
지금까지도 왜 카도르나가 오스트리아-독일 연합공격에 대해 아무런 대비를 하지 않았는지는 의문점으로 남아있다. 처음에 오스트리아 측의 최고 사령부는 1916년 트렌티노 공세 때와 같은 전 전선에 걸친 대규모 공세를 주장했으나 독일 측은 이를 무시하고 주의깊게 주요 공격포인트를 설정한다. 그렇게 설정된 곳이 이손초강 유역의 고리지아 북쪽에 위치한 25km 정도 구역의 카포레토 전선이었다. 1917년 10월, 9개의 오스트리아군 사단이 6개의 독일 사단과 함께 전투를 준비한다. 독일 측의 최고사령관은 오스카르 폰 후티어였고 이들은 뷜로우 장군이 지휘하는 재14야전군으로 배치된다.
비록 이손초강의 수적 우위는 이탈리아 군이 점유하고 있었지만(오스트리아 측이 35개 사단이었고 이탈리아 측은 41개 사단이었다) 집중적으로 작전이 이루어질 카포레토(현재의 슬로베니아 코바리드) 지역에서의 이탈리아군은 그리 강하지 않은 수준이었다. 카포레토 지역의 이탈리아군 사령관 카펠로(Capello) 장군은 방어라인을 강화하라는 명령을 내린다. 그는 상부의 공격명령을 대비하기보다는 방어를 강화한 뒤 남쪽으로 우회해 공격할 작전을 가지고 있었다.
1917년 10월 24일 새벽 2시에 이루어진 독일군과 오스트리아군의 공세는 새벽의 안개가 더욱 동맹국 측에 더 유리하게 만들어 완전한 동맹군의 승리로 막을 내린다. 최초의 공세는 동맹국 측의 중포를 동원한 엄청난 포격과 독가스, 연막탄에 독일, 오스트리아군의 효율적인 통합작전으로 순식간에 이탈리아 제2군의 참호선을 무력화 시키게 된다. 첫 날에만 약 25km의 진격이라는 놀라운 전과를 올리는데 이는 특수부대의 잠입작전을 이용해 수류탄과 화염방사기를 이용한 새로운 전술의 등장으로 이탈리아군을 더욱 힘들게 만들게 된다.
독일군과 오스트리아군의 두 번째 공격에서는 이탈리아군의 강한 저항에 부딪혀 첫 번째 공세보다는 적은 전진을 하게 되는데 그럼에도 불구하고 중앙지역에서의 계속된 성공으로인해 이미 이탈리아군은 더 이상 카포레토 전선을 지킬 만한 힘이 없게 된다. 다시 한 번 이탈리아군은 붕괴되기 시작하고 카펠로는 그의 이탈리아군에게 후퇴를 명령한다. 아직 이탈리아군의 주력 지원군이 도착하려면 4일이나 남았기 때문에 이탈리아군은 10월 30일까지 거의 1주일 간에 걸쳐 후퇴를 계속하게 된다.
하지만 초반의 엄청난 피해에 겁을 먹은 이탈리아군 최고 사령부에서는 독일의 또 다른 공세가 시작되기 전에 계속 그 지역의 전군에 대해 후퇴를 명령하게 되고 아직 완벽한 보급라인이 구축되지 않은 동맹국 측으로서는 거의 피해없이 진격을 계속하게 된다. 결과적으로 11월 10일까지 후퇴를 계속해 베네치아로부터 겨우 30km떨어진 피아베 강(Piave)까지 후퇴해 그곳에서 전열을 가다듬게 된다. 오히려 이탈리아군의 너무 빠른 후퇴로 인해 전진속도를 맞추기가 어려울 정도였다.
이 전투에서의 대규모 후퇴로 인해 이탈리아군은 20만명여의 피해를 입게 되는데 이중 90%가 포로였다. 또한 많은 수의 포를 잃었고 연합국 측에서는 상당히 놀라게 된다. 따라서 이탈리아군 최고사령관이자 수상이었던 카도르나는 해임되고 아르만도 디아츠(Armando Diaz)장군이 새로운 최고사령관으로 임명된다. 또한 수상에는 비토리오 오를란도(Vittorio Orlando)가 임명된다. 전쟁 장관에는 보셀리(Boselli)가 임명되어 연합국 측으로부터 즉각적이고 강화된 지원을 약속받게 된다.
카포레토 전투 전까지 이탈리아군은 단독으로 오스트리아군과 전투를 벌여왔으나 독일군의 투입과 카포레토 전투의 대 재앙으로 인해 이 정책을 포기하게 된다. 따라서 연합국은 프랑스군 6개사단과 영국군 5개사단을 비롯하여 많은 수의 양국 비행편대와 보급지원 부대들을 이탈리아에 배치하게 된다.
이탈리아 국내에서도 많은 충격을 받게 되고 결국 이탈리아는 전력의 상당수를 프랑스와 영국에 의존하게 되는 상황을 인정하게 된다. 한편 오스트리아군은 11월 12일 트렌티노에서 다시 공세를 시작하지만 이번에는 이탈리아군의 강한 저항과 병력의 부족으로 어려움을 겪게 된다. 이 공세는 12월까지 계속되지만 영국, 프랑스군의 지원과 이탈리아군의 재정비로 인해 실패한다.

## 뒷 이야기
- 헤밍웨이의 소설 《무기여 잘 있거라》는 이 전투를 배경으로 한 것이다
- 제2차 세계 대전의 명장 중 한 명인 에르빈 롬멜도 이 전투에 소대장으로 처음 참전해 무려 1500명의 포로를 잡기도 한다.
- 독일의 후티어 장군은 이후 계속 이탈리아 전선에 참전했는데, 후티어 장군이 이탈리아 전선에서 창안한 후티어 전술이 훗날 전차 및 항공기와 결합되어 전격전 전술의 기본이 되었다.

## 같이 보기
- 제1차 세계 대전의 전투 목록